# Parksdale
Parksdale – jednostka osadnicza w Stanach Zjednoczonych, w stanie Kalifornia, w hrabstwie Madera.